# Orbe 21
Orbe 21 (anteriormente conocido como Canal 21) es un canal de televisión por suscripción religioso argentino que transmite desde la Ciudad Autónoma de Buenos Aires. Fue lanzado por el Arzobispado de Buenos Aires como señal de aire en 2006, y en 2007 como canal por suscripción.

## Historia
En 2005,  el entonces arzobispo de Buenos Aires, cardenal Jorge Mario Bergoglio, designa a Alberto Balsa como director general por los tres primeros años.
El 11 de diciembre de 2014, el canal pasa a llamarse "Canal Orbe 21" con nueva programación, de carácter general y para todos los públicos, con la retransmisión exclusiva en español de la "Misa Criolla" desde el Vaticano. También por esa fecha migra a un nuevo sitio web y empieza a ser distribuido en España por la plataforma Movistar+.
Entre sus programación regular pueden destacarse las celebraciones del Ángelus directo desde el Vaticano; las coberturas especiales de los acontecimientos litúrgicos y religiosos que se desarrollan a nivel nacional e internacional, la Santa Misa, celebrada desde diversos puntos del Arzobispado de Buenos Aires, y desde otras parroquias de Argentina; y programas de interés general sobre arte y cultura, como vehículos para la difusión de los valores universales y humanos en la sociedad.
Desde el 19 de noviembre de 2019 está disponible en la TDA argentina tras el apagón analógico.